# Kosuke Ota
Kosuke Ota (Tòquio, Japó, 23 de juliol de 1987) és un futbolista japonès que va disputar un partit amb la selecció japonesa.